# Мягкая конструкция с варёными бобами (Предчувствие гражданской войны)
«Мягкая конструкция с варёными бобами (предчувствие гражданской войны)» (исп. Construcción blanda con judías hervidas (Premonición de la Guerra Civil); существует ещё несколько альтернативных переводов названия картины на русский язык) — картина испанского художника-сюрреалиста Сальвадора Дали. Была написана Дали в 1936 году, незадолго до начала гражданской войны в Испании. На картине Дали изобразил нестабильную атмосферу социальной и политической борьбы, которая и привела к гражданской войне в Испании.

## Композиция
Всю центральную часть полотна занимает странная конструкция из человеческих рук и ног, своей формой напоминающая очертание Испании. Сооружение как будто нависает над традиционным для Дали низким горизонтом. Внизу на земле рассыпаны варёные бобы. 

## В рок-музыке
- У российской рок-группы «ДДТ» есть песня под названием «Предчувствие гражданской войны». Картина завершает клип на эту песню[3].
- Также существует одноимённое стихотворение Анатолия Гуницкого и песня на эти слова из репертуара группы «Аквариум».
- Американская прогрессив-трэш-метал-группа «Thought Industry[англ.]» использовала эту картину в качестве обложки к своему дебютному альбому «Songs for Insects[англ.]»(1992).